# Republicile Uniunii Sovietice

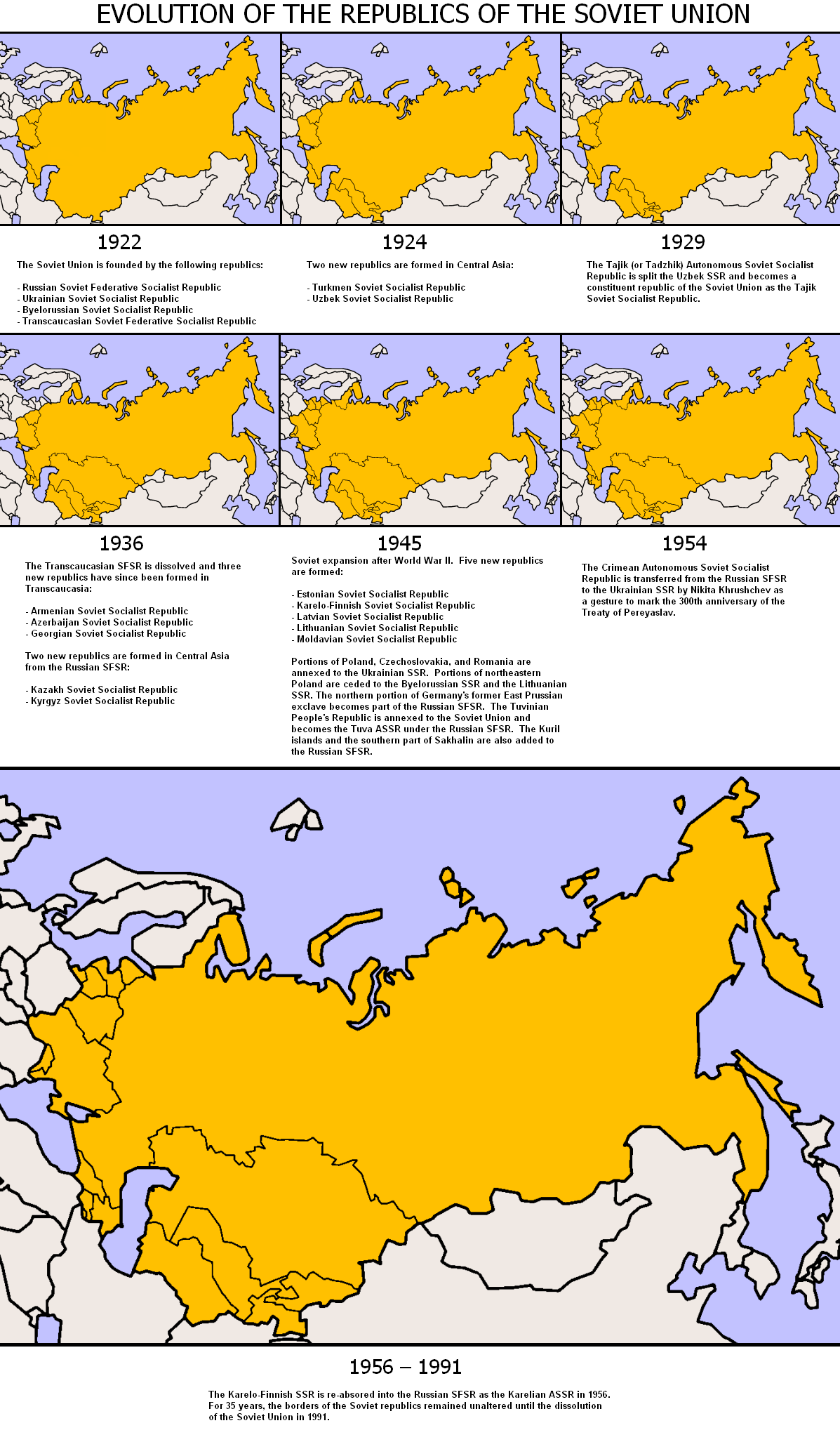
Evoluția republicilor sovietice, din 1922 până în 1958.

În ultimele decenii de existență, Uniunea Sovietică era formată din 15 Republici Sovietice Socialiste (RSS), denumite de cele mai multe ori simplu, Republici Sovietice. În interiorul URSS, republicile se mai numeau și republici unionale. Toate acestea erau republici socialiste și toate, cu excepția Rusiei, aveau propriul lor partid comunist. Toate cele 15 republici sunt acum țări independente, iar 12 dintre ele, excepție făcând țările baltice, fac parte din Comunitatea Statelor Independente.
Din punct de vedere constituțional, Uniunea Sovietică era o confederație. În conformitate cu articolul 72 al constituției sovietice din 1972, fiecare republică își rezerva dreptul să părăsească uniunea. De–a lungul întregii perioade a războiului rece, această prevedere a fost considerată inoperantă, însă, în decembrie 1991, articolul 72 a fost folosit pentru dizolvarea Uniunii Sovietice în momentul în care Rusia, Ucraina și Belarus au părăsit URSS–ul.
În practică URSS–ul era o entitate foarte puternic centralizată încă din momentul creării sale în 1922, și așa a rămas până la mijlocul deceniului al nouălea, când forțele politice eliberate de reformele lui Mihail Gorbaciov au dus la slăbirea controlului Moscovei asupra republicilor constituente, până acolo încât s–a ajuns la dezintegrarea Uniunii Sovietice.
În conformitate cu constituția adoptată în 1936 și modificată de–a lungul timpului până în octombrie 1977, fundamentul politic al Uniunii Sovietice era format de Sovietele Deputaților Poporului. Aceste soviete existau la toate nivelurile ierarhiei administrative, cu Uniunea Sovietică ca un tot sub controlul Sovietului Suprem cu sediul la Moscova.
Împreună cu ierarhia administrativă de stat, exista o structură paralelă a organizațiilor de partid, care permitea CC al PCUS să exercite un control foarte eficient asupra republicilor. Organele administrației de stat primeau directive de la organele de partid, iar numirile tuturor oficialilor de partid și de stat la nivel republican aveau nevoie de aprobarea organelor centrale de conducere ale partidului. Practica generală în republicile sovietice, altele decât Rusia, era aceea ca șeful statului constituent al federației să fie un oficial local, în timp ce secretarul general al partidului comunist republican să fie din afara republicii.
Fiecare republică avea un set de simboluri de stat unice: steag, stemă și, cu excepția RSFS Rusă, imn național.

## Republicile și disoluția Uniunii Sovietice
Republicile au jucat un rol hotărâtor în destrămarea statului sovietic. În timpul lui Mihail Gorbaciov, glasnostul și perestroika au fost gândite să revigoreze statul unional. Aceste reforme au avut o serie de efecte neașteptate, care au dus la creșterea puterii locale. La început, liberalizarea politică a permis guvernelor republicane să capete legitimitate prin invocarea democrației, naționalismului sau prin combinarea amândurora. În plus, liberalizarea a produs fracturi în sânul ierarhiei de partid, ceea ce a dus la reducerea controlului centrului asupra periferiilor uniunii. La final, perestroika a permis guvernelor republicane să controleze veniturile economiilor naționale și să-și asigure o mai mare independență față de guvernul central.
De–a lungul deceniului al nouălea, conducerea sovietică a încercat să găsească noi structuri care să reflecte puterile crescute ale republicilor. Aceste eforturi s–au dovedit în final niște eșecuri, iar, în 1991, Uniunea Sovietică a încetat să mai existe, iar republicile unionale și–au proclamat independența. Republicile au devenit state independente, iar guvernele postsovietice au fost formate în mare parte din personalul guvernamental din epoca sovietică.

### Țări independente

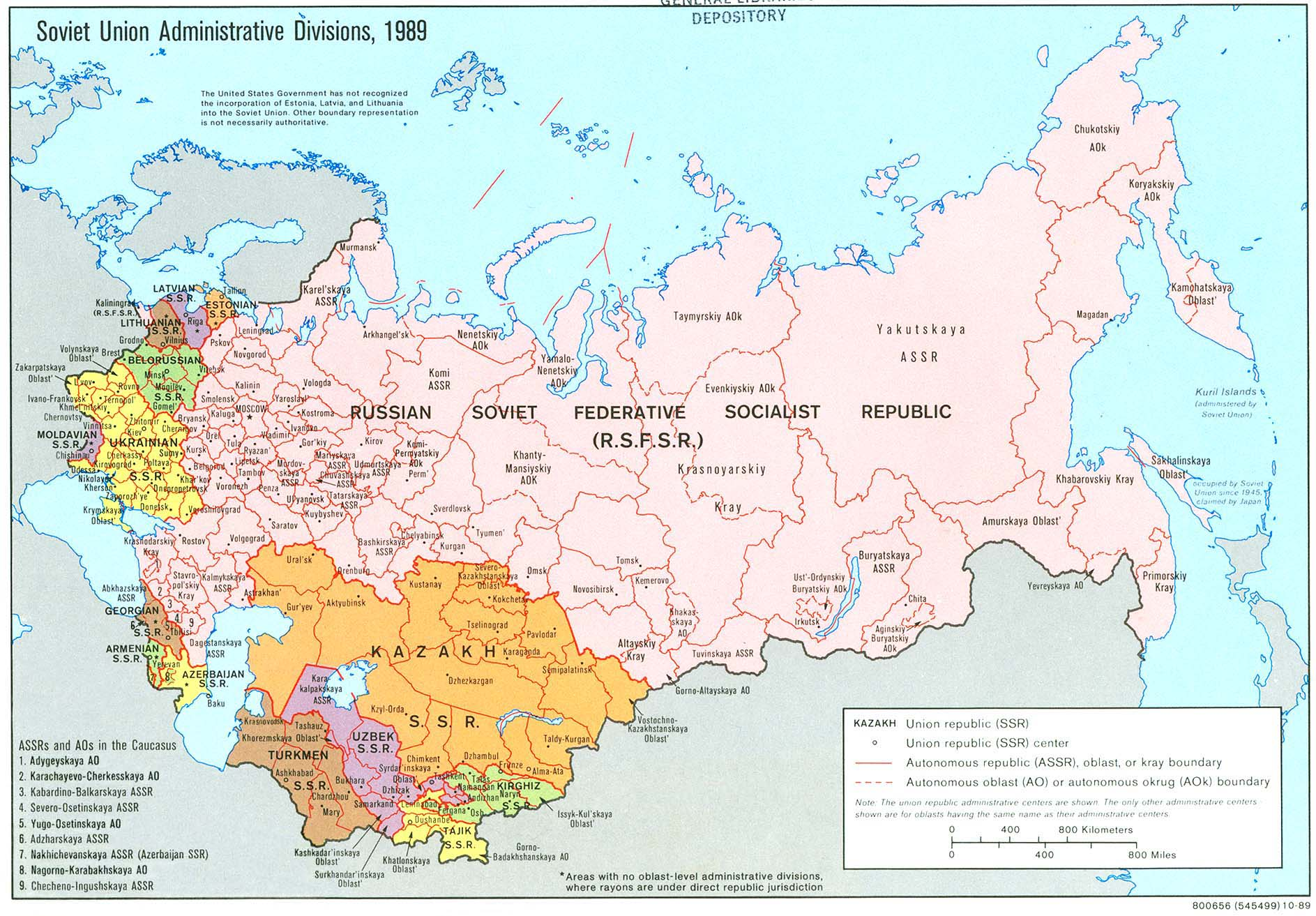
Împărțirea administrativă sovietică, 1989

## Uniunea Sovietică în ultimii ani de existență
| – | 1. RSS Armenească 2. RSS Azerbaidjană 3. RSS Bielorusă 4. RSS Estonă 5. RSS Georgiană 6. RSS Kazahă 7. RSS Kirghiză 8. RSS Letonă 9. RSS Lituaniană 10. RSS Moldovenească 11. RSFS Rusă 12. RSS Tadjikă 13. RSS Turkmenă 14. RSS Ucraineană 15. RSS Uzbekă | Armenia Azerbaidjan Belarus Estonia Georgia Kazahstan Kîrgîstan Letonia Lituania Republica Moldova Rusia Tadjikistan Turkmenistan Ucraina Uzbekistan |

### Republicile sovietice aranjate după regiuni
| – | - RSFS Rusă - Republicile baltice - RSS Estonă - RSS Letonă - RSS Lituaniană - Caucaz (Republicile transcaucaziene) - RSS Armenească - RSS Azerbaidjană - RSS Georgiană - Republicile central–asiatice - RSS Kazahă - RSS Kirkiză - RSS Tajikă - RSS Turkmenă - RSS Uzbekă - Republicile vestice - RSS Bielorusă - RSS Moldovenească - RSS Ucraineană |

RSFS Rusă era cea mai întinsă republică sovietică și, de asemenea, republica cu cea mai numeroasă populație. După numărul de locuitori, următoarele republici erau RSS Ucraineană, RSS Uzbecă și RSS Kazahă.

## Alte republici sovietice
- Armenia, Azerbaidjanul și Georgia au format între 1922 – 1936 RSFS Transcaucaziană.
- R.S.S. Karelo-Finică a existat între 31 martie 1940 – 16 iulie 1956.
- În timpul amenințării intervenției străine, teritoriul Republicii Orientului Îndepărtat a fost scoasă formal din componență Rusiei pentru a deveni un stat tampon pe 6 aprilie 1920, pentru ca numai doi ani mai târziu, pe 15 noiembrie 1922, să redevină parte a RSFS Ruse. Capitala acestei republici efemere a fost Verhneudinsk (azi Ulan-Ude) până în octombrie 1920, iar, după această, dată, Cita.
- În timpul războiului polono–sovietic din 1919–1922 a existat o tentativă de proclamare a RSS Poloneze, încercare făcută de Comitetul Revoluționar Provizoriu Polonez din Bialystok, comitet condus de Julian Marchlewski.

## Cronologie
- 1922 – Formarea Uniunii Sovietice de patru republici: RSFS Rusă, RSFS Transcaucaziană, RSS Ucraineană și RSS Bielorusă.
- 1924 – RSS Turkmenă și RSS Uzbekă se separă din RSSA Turkestan. Este formată RSSA Moldovenească în cadrul RSS Ucraineană.
- 1929 – RSS Tajikă se desprinde din RSS Uzbekă.
- 1936 – în conformitate cu Constituția sovietică din 1936, RSSA Kazahă și RSSA Kirkiză de desprind din RSFS Rusă, fiind proclamate RSS Kazahă și RSS Kirkiză.
- 1936 – RSFS Transcaucaziană se împarte în RSS Georgiană, RSS Armenească și RSS Azerbaidjană.
- 1939 – Partea răsăriteană a Poloniei (cunoscută și cu numele de Kresy) este anexată de URSS, fiind împărțită între RSS Bielorusă și RSS Ucraineană.
- 1940 – Estonia, Letonia și Lituania sunt ocupate și transformate în RSS Estonă, RSS Letonă și RSS Lituaniană.
- 1940 – Este creată Republica Socialistă Sovietică Carelo-Finică prin transformarea RSSA Kareliană din cadrul RSFS Rusă.
- 1940 – Partea apuseană a RSSA Moldovești (Transnistria), împreună cu o parte a teritoriului cedat de România (Basarabia), formează RSS Moldovenească. Partea răsăriteană a RSSA Moldovenești, ca și partea nordică a Bucovinei cedată odată cu Basarabia, devin parte a RSS Ucraineană.
- 1941 – Lituania se răscoală și își proclamă independența în 1941, dar este imediat ocupată de Germania Nazistă.
- 1944 – RSFS Rusă anexează Republica Populară Tuviniană.
- 1944 – Țările baltice și Basarabia sunt reocupate de Uniunea Sovietică.
- 1944 – Încep deportările popoarelor caucaziene și crimeene, pedepsite în mod colectiv pentru colaboraționism. Toate regiunile și republicile autonome sunt reorganizate.
- 1945 – O parte a Prusiei Răsăritene este luată Germaniei și anexată de RSFS Rusă ca exclava Regiunea Kaliningrad.
- 1945 – RSSA Crimeea se transformă în Regiunea Crimeea, rămânând în cadrul RSFS Rusă.
- 1945 – Insulele Kurile și sudul Sahalinui sunt anexate de RSFS Rusă
- 1945 – Ucraina Subcarpatică cedată de Cehoslovacia este integrată în RSS Ucraniană.
- 1954 – Crimeea este transferată de la RSFS Rusă la RSS Ucraineană.
- 1956 – RSS Carelo-Finică redevine RSSA Kareliană în componență RSFS Rusă.
- 1990 – Lituania și Letonia își proclamă independență.
- 1991 – Estonia își proclamă independența.